# Simon Pereyns

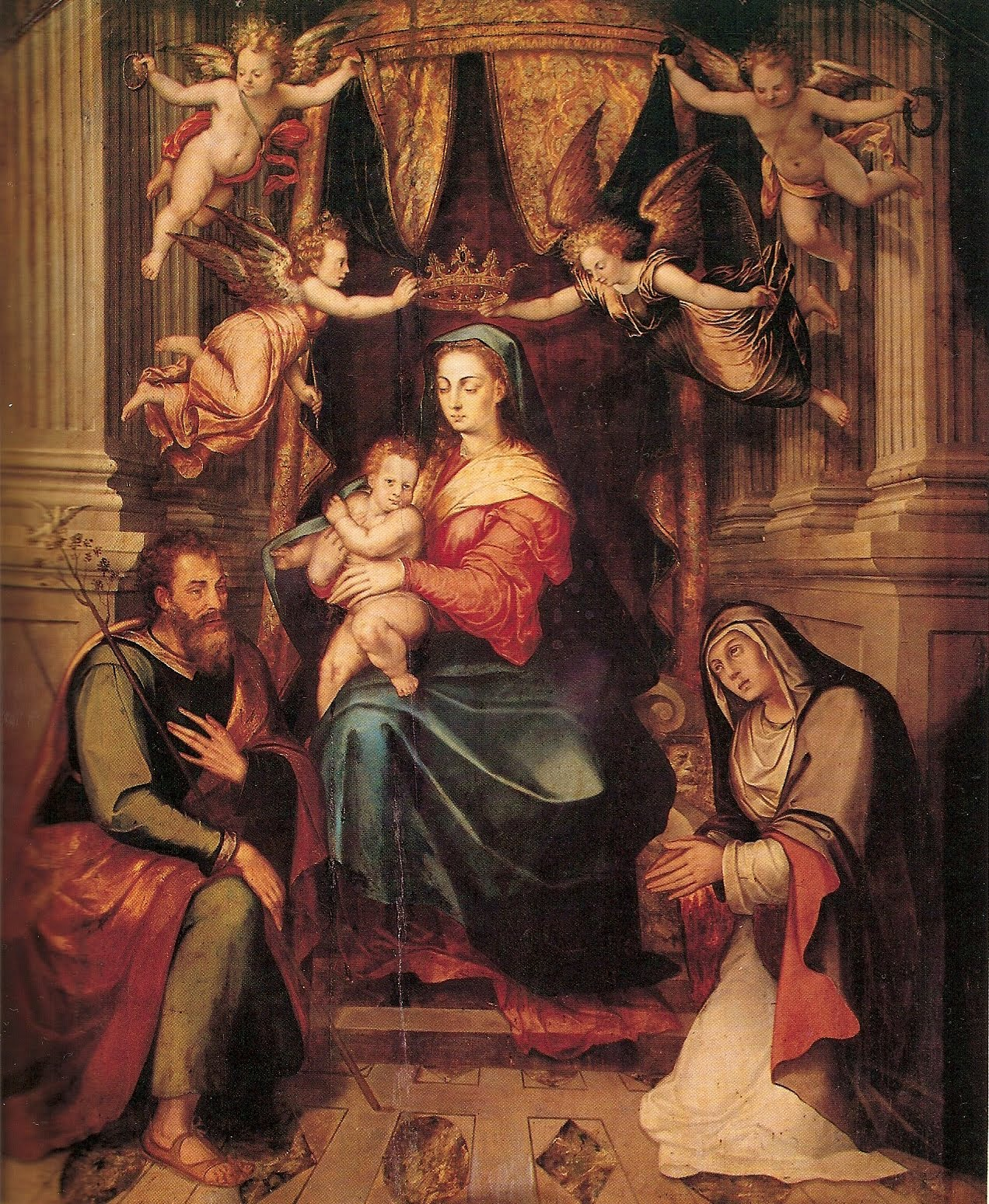
Marienkrönung mit Josef und Anna (gemalt um 1569; verbrannt 1967)

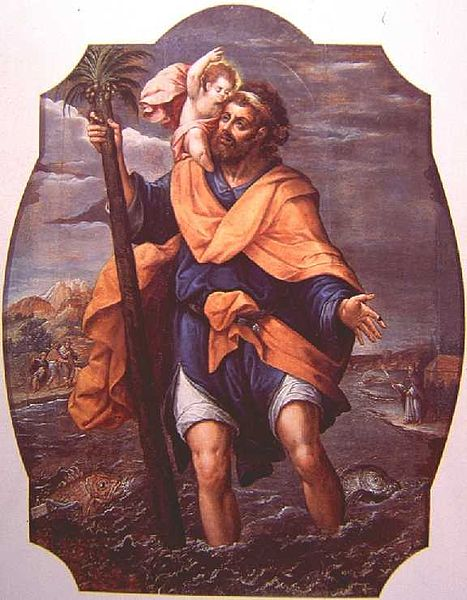
Hl. Christophorus (1588), Kathedrale von Mexiko-Stadt

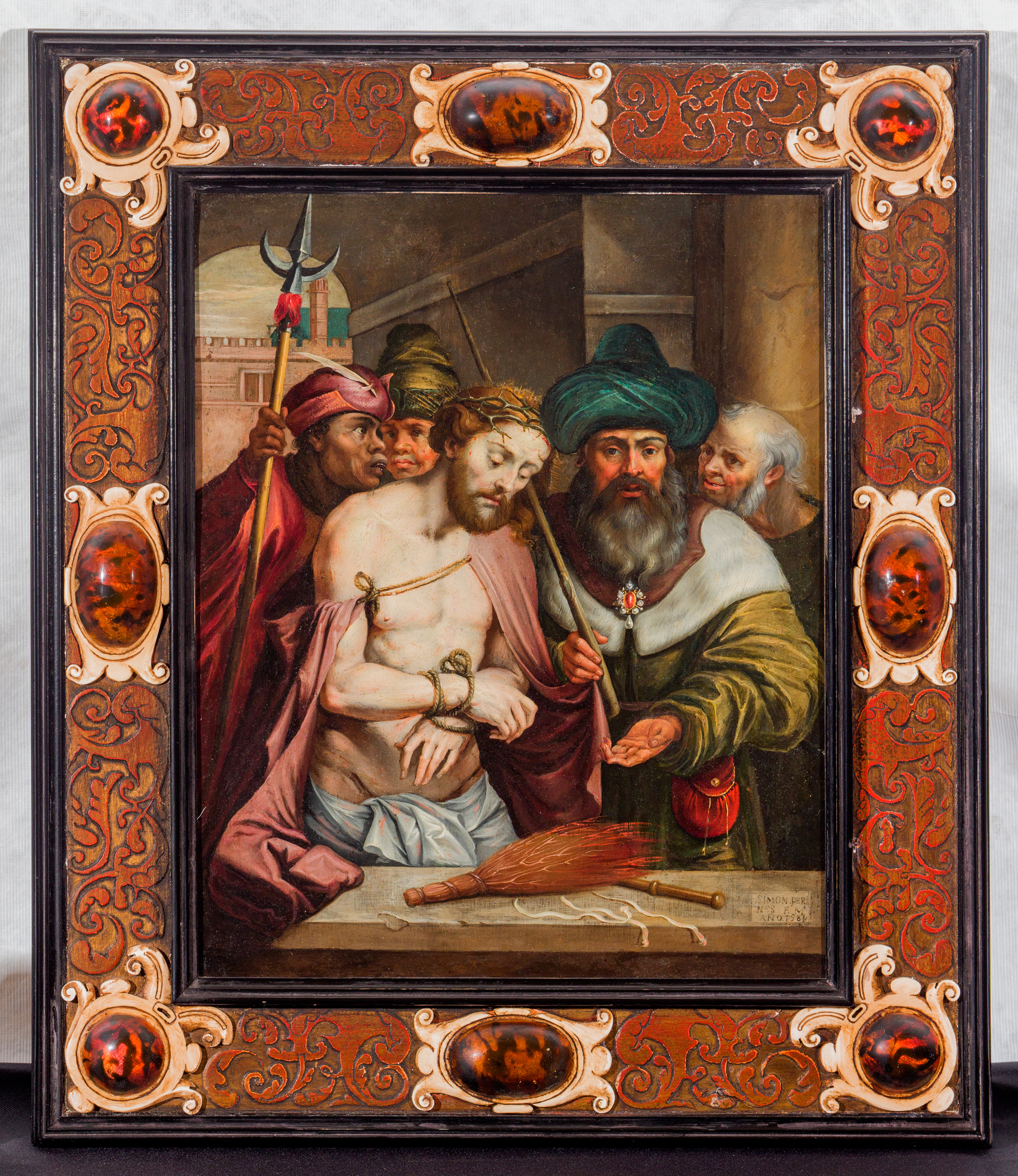
Entkleidung Jesu vor den Hohepriestern

Simon Pereyns (auch Simón Pereyns oder Simon Pérez; * um 1535 in Antwerpen; † 1589 in Puebla) war ein flämisch-stämmiger Maler des Manierismus, der überwiegend in der Umgebung von Mexiko-Stadt wirkte. Er war einer der ersten europäischen Maler von Rang, der – ca. 45 Jahre nach der Eroberung des Aztekenreiches durch den Konquistador Hernán Cortés und nur wenige Jahre nach dem Bau der ersten großen Missionskirchen in der Umgebung von Mexiko-Stadt, Puebla und Oaxaca – im Vizekönigreich Neuspanien arbeitete.

## Leben und Werk
Simon Pereyns reiste im Alter von etwa 25 Jahren von seiner wahrscheinlichen Geburtsstadt Antwerpen nach Lissabon und von dort weiter nach Sevilla, Toledo und Madrid. Am Hof Philipps II. schuf er mehrere, heute verlorene bzw. nicht identifizierte Porträts und schloss Bekanntschaft mit den Malern Alonso Berruguete († 1561), Antonio Moro († um 1576) und Alonso Sánchez Coello († 1588). Auf einer Reise nach Navarra lernte er im Jahr 1566 Gastón de Peralta, den designierten Vizekönig von Neuspanien, kennen, dem er nach Mexiko folgte.
Er arbeitete für die Kathedrale von Mexiko-Stadt sowie für zahlreiche Missionskirchen am Fuße des Popocatépetl. Die meisten seiner Werke gingen jedoch in den folgenden Jahrhunderten in den politisch-sozialen Wirren Mexikos verloren. Sein bekanntestes Werk der Virgen del perdón verbrannte im Jahr 1967 bei einem Brand in der Kathedrale von Mexiko. Ein dort ebenfalls hängendes Bild des hl. Christophorus blieb erhalten.

## Ketzerprozess
In den Jahren 1568 und 1574 wurde Pereyns (verheiratet seit 1567) wegen abwertender Äußerungen über die Ehe bei der mexikanischen Inquisition beschuldigt, außerdem wurde ihm vorgehalten, seine (allesamt verlorenen) weltlichen Porträts seien besser ausgeführt als seine religiösen Bilder.

## Werkauswahl
- Retabel, 1566 (zugeschrieben, heute im Museo Nacional de Historia im Schloss Chapultepec)
- Fresko im Gouverneurspalast von Tepeaca, 1567 – verloren
- Retabel der Franziskanerkirche von Tepeaca, 1568 (mit Francisco de Morales) – verloren
- Retabel von Ocuilán (mit Francisco de Morales) – verloren
- Retabel von Malinalco (mit Francisco de Morales) – verloren
- Retabel von Mixquic (mit Francisco de Morales) – verloren
- Retabel von Teposcolula, 1574 (mit Andrés de Concha) – verloren
- Retabel der Franziskanerkirche von San Buenaventura in Cuautitlán
- Zwölf Deckenbilder in der Sakristei von Santo Domingo in Mexiko-Stadt, 1579 (mit Zumaya) – verloren
- Kathedrale von Mexiko-Stadt:
  - Virgen del perdón, 1569 – verbrannt 1967
  - Retabel, 1584 – verloren
  - hl. Christophorus, 1588
- Retabel von Huejotzingo, 1586/87
- Retabel der Franziskanerkirche von Cuernavaca – verloren
- Ecce Homo oder Entkleidung Jesu vor den Hohepriestern (zugeschrieben), Museo Soumaya, Mexiko-Stadt